# 반혁명
반혁명(反革命)은 혁명에 반대 · 저항하는 것을 가리킨다. 반혁명은 혁명 이전 시대에 우세했던 상황 또는 원칙을 복원하려는 운동과 관련이 있다.
반혁명가는 혁명에 반대하거나 저항하는 사람, 특히 혁명을 전복시키거나 그 과정을 완전히 또는 부분적으로 뒤집기 위해 혁명 후에 행동하는 사람이다.

## 정의
반혁명은 혁명 운동에 대한 반대 또는 저항이다. 혁명운동이 집권하기 전에 패배시키려는 시도와 혁명에 성공한 후 구체제를 복원하려는 시도를 가리킬 수 있다.

## 같이 보기
- 반동